# Mikołaj Dżułyński
Mikołaj Dżułyński (ur. 26 stycznia 1874 w Łapszynie, zm. 4 kwietnia 1901 w Przemyślu) – ukraiński wydawca, drukarz, redaktor.
Syn księdza Lwa Dżułyńskiego i Pauliny z domu Iniewicz. W kwietniu 1895 wydzierżawił drukarnię Piątkiewicza w Przemyślu, w połowie następnego roku ją wykupił. Drukarnia funkcjonowała pod nazwą „Drukarnia, stereotypia, chromotypografia”. Do 1901 roku wydano tam 26 pozycji po polsku oraz 68 po ukraińsku, w tym podręczniki schematyzmy kurii rzymsko- i greckokatolickiej. Drukowano tam również czasopisma (m.in. „Przegląd Mleczarski”, „Gospodarz”, „Mielnik”), pocztówki, afisze, portrety oraz obrazki świętych.
W latach od 1894 do 1901 Dżułyński był redaktorem i wydawcą czasopisma kościelno-narodowego „Посланник” („Posłaniec”).
Pochowany na cmentarzu Głównym w Przemyślu.